# 森特贝克卡尔洛
森特贝克卡尔洛，是匈牙利维斯普雷姆州所辖的一个村，总面积10.70平方公里，总人口194，人口密度18.1人/平方公里（2010年1月1日）。